# Лейард, Остин Генри
Остин Генри Лейард (англ. Austen Henry Layard; 5 марта 1817, Париж — 5 июля 1894, Лондон) — английский археолог. Находки Лейарда существенно продвинули изучение Месопотамии.

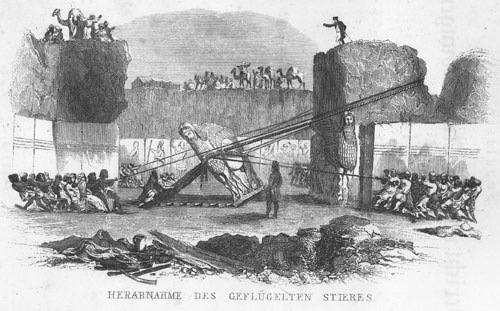
Крылатые быки (шеду). Рисунок из книги Лейарда о раскопках в Ниневии

В 1839 году Лейард неожиданно оставил адвокатскую практику в Лондоне и отправился в путешествие по Анатолии и Сирии. В 1842 году получил разрешение на проведение раскопок у Британского консула в Стамбуле. В 1845—1851 годах нашёл и раскопал несколько ассирийских городов, включая Ниневию и Нимруд, в котором обнаружил древнейшую из известных оптических линз — линзу Нимруда, обнаружил знаменитую царскую библиотеку клинописных табличек Ашурбанипала, а также нашёл и переправил в Британский музей огромных крылатых быков, украшавших царский дворец в Ниневии. (Копии самых знаменитых находок Лейарда являются основой экспозиции по истории Месопотамии в Пушкинском музее в Москве). Обнаружил и восстановил записи древних астрономических наблюдений.
С 1852 года Лейард занимался политической деятельностью, несколько раз избирался депутатом английского парламента. В этом же году он вступил в Арундельское общество, оказав значительный вклад в его деятельность.